# RESCUE〜特別高度救助隊
『RESCUE〜特別高度救助隊』（レスキュー とくべつこうどきゅうじょたい）は、2009年1月24日から3月21日までTBS系列で毎週土曜19:56 - 20:54 （JST）に放送された連続テレビドラマ。ハイビジョン制作。全9話。

## 概要
TBS土曜8時枠の連続ドラマ（通称：土8）の第4弾にあたり、初回は前番組『ブラッディ・マンデイ』と同様に19:00 - 20:54の2時間スペシャルで放送された。また主演を務めるKAT-TUNの中丸雄一は初主演であるとともに、土8枠としては初めてジャニーズ事務所からの出演となる。
キャッチコピーは「PRIDE of ORANGE.」、「命を懸けて、命を救え」。
物語は横浜を舞台に、横浜市安全管理局(初回放送当時、現横浜市消防局)が配備する特別高度救助隊（通称：SR=スーパーレンジャー）の隊員になるために厳しい訓練を受ける若者たちの青春と挫折、そして大地の恋を描く「訓練編」と、実際の現場での活躍と人命救助の感動を描く「救助編」の二部構成。
また、原作ありのドラマが続いたこの枠としては初の原作なしのオリジナル作品でもある。ドラマには、エキストラとして実際の消防職員が出演している。
ドラマでは特別高度救助隊の臨時採用試験が行われ、若手の消防官がスーパーレンジャーを目指す内容になっているが、実際に特別高度救助隊に入隊する場合、各消防に配備されている特別救助隊（通称：レスキュー隊、横浜消防では通称：YR=横浜レンジャー）の中から、あらゆる条件に満たされた者から編成されており、一般の消防隊員から一気に特別高度救助隊になることはなく、あくまでもドラマの中だけの設定である。

## ストーリー
大地は幼い頃にレスキュー隊員に助けられたことがきっかけで消防官の道へ進んだものの、過去のトラウマから憧れのレスキュー隊員になるどころか、ハードな消防官の仕事にもなかなかなじめず空回りばかり。しかしSRの隊長がそんな彼の秘めた才能に気づき、大地は豊とともに特別高度救助隊の候補生に選ばれる。
厳しい訓練や現場への出動を通して、人命救助の理想と現実とのギャップ、若さゆえの過ちや葛藤と向き合いながら、大地は仲間たちや教官・上官との関わりの中で、レスキュー隊員としてだけでなく、人間として、男として成長していく。

## キャスト
特別高度救助隊（SR=スーパーレンジャー）機動第1救助隊1係
北島大地（23） - 中丸雄一（KAT-TUN）
本作の主人公。横浜市西消防署からSR候補生となった消防隊員。幼い頃、命と引き換えに助けてくれたSR・宮崎に憧れ消防職員となる。幼い頃に土砂崩れに遭ったトラウマからパニック状態に陥ってしまう。友達思いのまっすぐな性格で、自らの危険も省みず暴走してしまう事が多い。訓練終了後、特例措置でSRへの仮入隊が許されたが、退避命令を無視して、五十嵐の救助作業を行い、訓練中と合わせて二度の服務規定違反を犯したため、懲戒免職処分となった。しかし鶴見発電所火災で徳永隊に再招集され、消火活動中に落下物の下敷きとなった徳永を命がけで救出。その後は懲戒免職が取り消され、SRに正式採用となった。
手塚豊（23） - 増田貴久（NEWS）
横浜市西消防署からSR候補生となった消防隊員。真面目に取り組む穏やかな性格で、暴走しがちな大地の事をいつも心配して見守っている。反面、やさしすぎること、すぐ守りに入ってしまうことが弱さにつながっている。訓練終了後、SRに選ばれ入隊するが、要救助者が死亡して要救助者の家族にせめられてしまったことで自分の持つスーパーレンジャーとしての理想と現実のギャップに気づき、同じ班の五十嵐を危険な目に合わせてしまったことで辞めようかと考え辞表を書いて悩んでいたが、大地の言葉や船の事故で水中で息こらえをして要救助者を守ったことで要救助者の婚約者から感謝され辞めないことを決めた。退避命令を無視して五十嵐の救助作業を行ったため、徳永隊解散後は不動とともに都筑消防署の消防隊に異動となったが、鶴見発電所火災で再招集された。最終話のエンディングでは機関員(消防車の運転手)として救助工作車を運転していた。五十嵐の後をついで機関員となったようである。
不動雅志（23） - 山本裕典
横浜市保土ヶ谷消防署からSR候補生になった消防隊員。常にクールで、SR候補生の中でトップレベルだが、自負とプライドから公私混同や他者と群れることを嫌い協調性がなく単独行動を取る孤高の一匹狼的な存在。訓練中は何かと揉める事が多かったが、大地が窮地を救ってくれた事で改心し大地たちと友情を築いた。訓練終了後、SRに選ばれ入隊。常に大地と豊への助言も行っている。実家は医者の家系で横浜救急医療チームで医師をしている兄同様に自身も医者を目指すも逃げ出すように4年前に家を出た。後に懸命な救助ぶりを兄も認めて和解した。徳永隊解散後は豊とともに都筑消防署の消防隊に異動となったが、鶴見発電所火災で再招集された。
徳永克己（43） - 石黒賢
SR隊長。数々の災害現場を潜り抜けてきた隊員で殉職した宮崎の親友。同じ道を歩もうとする大地に一目置いて見守っている。広い心の持ち主であるが時に非情な命令を大地らに下すこともあり、友達思いのまっすぐな性格の大地と救助手法を巡って論争や言い合いになる事も。退避命令を無視し、五十嵐の救出作業を続けたことを糾弾され、隊の解散を言い渡され、しばらく謹慎となるが、これ以上消防の仕事に携わることはできないと辞表を提出。しかし、鶴見発電所で発生した火災で芹沢から再集結の司令を受け、その任務を果たし、全員帰還した。その活躍により隊の再編成が認められ、再び隊長となる。
加納伸介（37） - 照英
SR副隊長兼放水長。茶目っ気のある性格で真っ先に危険な場所にも飛び込んでいく。徳永隊解散後は青葉消防署の内勤に配属となったが、鶴見発電所火災で再招集された。
葛城康介（28） - 要潤
SR隊員。完璧に任務を遂行するが、救助隊時代に自分のミスで後輩・田口に怪我を負わせたトラウマから自分にも他人にも厳しく、おどおどしている大地にも厳しく叱責していたが、自ら行おうとした救助を大地が体を張って援助した事で改心しトラウマを克服、大地らの実力を認める様になる。また以前は救急隊の水野と付き合っていた。徳永隊解散後は港北消防署の内勤に配属となったが、鶴見発電所火災で再招集された。
五十嵐八郎（40） - 田中要次
SR隊員・機関員。横浜市内全域の地図を熟知し、情の厚い人物。既婚者で5人の子供がいる。現場を退く当日に起きたトンネル崩落現場で救助中に爆発に巻き込まれ、ガス漏れによる再爆発で殉職。
佃陽平（30） - 髙橋洋
SR隊員・機関員。体育会系な熱血男で熱いハートを持つ人物。五十嵐を尊敬している。徳永隊解散後は旭消防署の内勤に配属となったが、鶴見発電所火災で再招集された。
- 宮崎志郎（享年28） - 山本耕史（友情出演）

SRの元隊員。退避命令に背いて幼い頃の大地を救うが、救出後に土砂に巻き込まれ殉職した。
都筑消防署・救急隊
水野明日香（27） - 笛木優子
救急救命士。勝気な性格であり、聡明で人命を救うことを大事にしており、あおいに対して厳しく指導する。また以前は葛城と付き合っていたが、葛城が自身のミスで田口に怪我を負わせたことを機に別れた。しかし、彼への想いは変わっていない。
前園あおい（22） - 市川由衣
救急隊員。最初は緊張からドジばかり踏んで、頑張っても空回りしてしまう事があったが、正式に救急救命士として配置される事になる。
貴島健 - 江畑浩規
救急救命士・機関員。
横浜市消防訓練センター
大八木誠司（55） - 山下真司
横浜市消防訓練センター訓練課長。鬼教官として候補生を厳しく指導するが、熱い思いを持つ人物。末期がんを患っており、自分は長くないことを訓練生たちに伝えている。
西田圭一 - 平山祐介
訓練課教官。
堀了輔 - 杉崎真宏
訓練課教官。
SR候補生
以下の全員は、救助隊員の資格を取得するまでは訓練過程に残っていた。
須崎修（22） - 山田親太朗
消防署の上司に言われてSRの訓練を受ける。「〜っす」が口癖。訓練終了後は水難救助隊に配属。
岸龍太郎（23） - 加治将樹
ムードメーカー的な存在で、ニックネームは「ドラゴン・ザ・キッシー」を名乗るが、豊らにダメ出しされる。訓練終了後は浅間町救助隊に配属。
井川省吾（23） - 石黒英雄
横浜市青葉消防署の消防隊員。「女にモテたい」という性格で、訓練期間中でも女の子に会いに寮を抜け出していくことが多い。その一方で妹思いの一面を持つ。訓練終了後は航空隊に配属。
小日向剛（23） - 大東俊介
横浜市旭消防署の消防隊員。大阪出身の元ヤンキーでカッとなりやすい性格だが、涙もろい一面もあり、身体能力は高い。古賀や大地らと衝突する事が多く、更に短気でプライドが高い不動とは悪友。訓練終了後は山下町救助隊に配属。
古賀敏也（22） - 浅利陽介
横浜市鶴見消防署の消防隊員。両親を火災で亡くしており、島根に住む祖母に育てられていた。常に敬語で話す気弱な性格で、大地らの足を引っ張ってばかりいたが、上京してきた祖母を見送った帰りに鉄工所で人を助けた直後、バランスを崩した鉄骨の下敷きになり命を落とす。
- 剛田 - CHIKARA

主人公たちのグループと敵対する。
消防司令センター
真田隆正（62） - 夏八木勲（特別出演）
横浜市安全管理局長。SRの重要性を認識する良き理解者で情が厚く、大地の友達思いな性格をもっとも理解している人物。だが大地たちが退避命令を無視して五十嵐の救出作業を続けたことに堪忍袋の緒が切れ、徳永班解散と隊員の異動、大地の懲戒免職の非情な処分を下した。しかし鶴見発電所火災で徳永隊が任務を果たし全員生還した直後に徳永と芹沢の辞表を破り捨て、さらに後日、徳永隊再編成と大地の免職撤回を言い渡した。
芹沢忍（52） - 石橋凌
横浜市安全管理局 警防課・管理官。元SR隊長として活躍し、徳永らを率いていた。自分の命令を無視した宮崎が大地を助け殉職した事に責任を感じており今も思い悩んでいる。情が厚い部分がある反面、時に非情な命令を下すこともあったが、宮崎と五十嵐の殉職事故を起こした責任を取って辞表を提出した。しかし、鶴見発電所火災で徳永隊の再結集を司令し、徳永隊が任務を果たし全員生還した事により慰留が決まった。
本間雄彦（55） - 矢島健一
横浜市安全管理局 司令センター・司令本部長。SRの増員に反対しており、維持にかかる費用を「無駄な予算」とまで考えており、更には徳永隊のリストラを進言するなど、安全管理局職員の中では冷徹な性格の持ち主。しかし鶴見発電所火災での徳永隊の活躍に心を動かされ、徳永隊再編成と大地の懲戒処分取り消しを真田に進言する。
紺野奈緒（22） - 西原亜希
司令センター・司令管制員。常に冷静に対応し的確な出場指示を与える。あおいの良き理解者であり飲み友達。
前田敦司 - 内田健介
司令センター・司令管制員。
チャイニーズカフェ「ファイヤードラゴン／火龍」
陳（39） - 佐藤二朗
店長。消防関係のネーミングをメニューにつけるほどの消防マニアで、店内のBGMは映画『バックドラフト』のテーマ「Fighting 17th」を流している。
李鈴鈴（21） - 橋本真実
店員。候補生たちのマドンナ的存在。暴走しがちな陳を宥めることも多い。
その他の登場人物・声
- 指令放送の声（Mission1、2）／タイトルコール（Mission2〜）：河本邦弘
- 横浜市西消防署隊長・荒井 - 岡本光太郎（Mission1）
- 幼少期の大地 - 澁谷武尊（Mission1、5、6）
- 宮崎優子（志郎の妻） - 奥貫薫（Mission1）
- つばさ（大地が救助した要救助者） - 加藤翼（Mission1）
- リポーター - 升田尚宏（TBSアナウンサー）（Mission1、7、Final）
- 井川美香（省吾の妹） - 金澤美穂（Mission2）
- 古賀美枝子（古賀の祖母） - 大森暁美（Mission3）

訓練中の古賀を励まそうと、九州から訓練センターに駆けつけた事がある。
- 遠藤マサト（梨絵の婚約者） - 竹財輝之助（Mission5）
- 梨絵（要救助者・マサトの婚約者） - 萬井真代（Mission5）
- 田口　杉浦太陽（Mission6）

葛城の後輩で元山下町救助隊員。ある火災現場で建物内検索中にバックドラフトに巻き込まれ右目を失明してしまう。
- 田所（要救助者の妊婦） - 来栖あつこ（Mission6、7）
- 田所の夫 - 窪寺昭（Mission6、7）
- 小島（要救助者の寿司職人） - 斉藤慶太（Mission7）

災害現場で落下物に腕を挟まれ、駆け付けた忠志によって腕を切断されようとしていたが、不動らSR隊員の懸命の救助活動により、腕を切断することなく救出された。
- 不動忠志 - 柏原収史（Mission7）

雅志の兄であり横浜救急医療チームYMATの医師。
- 五十嵐恵美（五十嵐の妻） - 横山めぐみ（Mission7、8）
- 五十嵐由香（五十嵐の長女） - 松嶋友貴奈（Mission5、7、8）
- 五十嵐千春（五十嵐の次女） - 近藤里紗（Mission5、7、8）
- 五十嵐未来（五十嵐の三女） - 遠藤由実（Mission5、7、8）
- 五十嵐翔（五十嵐の長男） - 望月太陽（Mission5、7、8）
- 五十嵐サチ（五十嵐の四女） - 毛利恋子（Mission5、7、8）
- 海藤浩之（SR隊長） - 葛山信吾（Mission8、Final）

## スタッフ
- 製作：ドリマックス・テレビジョン、TBS
- プロデューサー：加藤章一、佐藤敦司
- 脚本：山浦雅大、八津弘幸、渡辺啓
- 音楽：羽岡佳、和田貴史、石坂慶彦
- 主題歌：KAT-TUN「RESCUE」（ジェイ・ワン・レコーズ）
- 演出：倉貫健二郎、松田礼人、堀英樹
- 撮影協力：横浜市安全管理局 (現横浜市消防局)—特別高度救助部隊、特別救助隊、消防隊、救急隊、航空隊、横浜市消防訓練センター（戸塚区）、他
- 火炎効果：太平特殊効果
- 技術協力：東通
- 美術協力：フジアール
- VFX：マリンポスト、ピクチャーエレメント
- スタジオ：東京メディアシティ
- タイトルバック：ネイキッド

## サブタイトル
| 放送日                                                     | 編     | Mission       | サブタイトル | 脚本     | 演出       | 視聴率 |
| ---------------------------------------------------------- | ------ | ------------- | --- | -------- | ---------- | ------ |
| 2009年1月24日                                              | 訓練編 | Mission 1     | 365万人都市横浜を襲う今世紀最大の災害 命をかけて命を救う… 全ての青春と人生を懸けた 若者達の涙と感動の物語が今、始まる | 山浦雅大 | 倉貫健二郎 | 12.2%  |
| 2009年1月31日                                              | 訓練編 | Mission 2     | 横浜炎上! ビル崩壊絶体絶命の大パニック 救え! 要救助527名                                                              | 八津弘幸 | 倉貫健二郎 | 12.8%  |
| 2009年2月7日                                               | 訓練編 | Mission 3     | 壮絶な仲間の死… 土砂崩落の中、心停止へ命を懸ける意義とは                                                              | 山浦雅大 | 松田礼人   | 08.9%  |
| 2009年2月14日                                              | 訓練編 | Mission 4     | 発火ガス大量発生!! 横浜地下街、全焼か!? 史上最大の救出劇へ                                                            | 八津弘幸 | 松田礼人   | 10.7%  |
| 2009年2月21日                                              | 救助編 | Mission 5     | 豪華客船炎上! 脱出不能600名…史上最悪の水難事故発生                                                                    | 山浦雅大 | 倉貫健二郎 | 10.9%  |
| 2009年2月28日                                              | 救助編 | Mission 6     | 横浜地下鉄パニック724名脱出不能!! ガス発生…絶体絶命                                                                   | 渡辺啓   | 堀英樹     | 08.3%  |
| 2009年3月7日                                               | 救助編 | Mission 7     | 土砂崩落! 生き埋め妊婦を襲う突然の陣痛 救え! 新たな命                                                                 | 八津弘幸 | 松田礼人   | 06.4%  |
| 2009年3月14日                                              | 救助編 | Mission 8     | 死を覚悟した男たち 横浜を襲う最大の災害…最期の救出へ                                                                  | 渡辺啓   | 倉貫健二郎 | 08.8%  |
| 2009年3月21日                                              | 救助編 | Final Mission | ドラマ史上最悪の結末! ベイブリッジ完全封鎖へ! 最終章                                                                  | 山浦雅大 | 倉貫健二郎 | 08.9%  |
| 平均視聴率 10.0%（視聴率は関東地区・ビデオリサーチ社調べ） |        |               | |          |            |        |

## 備考
- 本作が始まる前に放送された予告編のタイトルバックのナレーションを主演の中丸が担当しており、その中で流れたBGMの中のリズムも中丸が特技であるヒューマンビートボックスを使って担当している。
- のちに主演の中丸がKAT-TUNとしてレギュラー出演している『カートゥンKAT-TUN』（日本テレビ系）の2009年7月15日放送で「スーパーレンジャーのオキテ」と題し、主演の中丸と赤西仁、田口淳之介、ハリセンボンの近藤春菜が様々な訓練を体験した模様が放送された。ロケ場所もドラマのロケ地の一つである横浜市消防訓練センターで行われた。
- 石橋凌は1996年のテレビ朝日のドラマ『炎の消防隊』にも消防司令補役で出演している。
- 石黒賢は2004年のフジテレビのドラマ『FIRE BOYS 〜め組の大吾〜』にも隊長役で出演しており、2000年にはフジテレビ系列の関西テレビ版の火消し屋小町に神奈川県消防学校の教官役で出演しており消防官役は3度目である。また、同じレスキュー系の映画海猿にも隊長として出演している。さらに2014年には同じTBS系列のDr.DMAT〜瓦礫の下のヒポクラテス〜で東京消防庁ハイパーレスキュー隊長を演じている。
- 葛山信吾も2004年のフジテレビFIRE BOYS 〜め組の大吾〜に消防隊員として出演している。
- 要潤は、2021年放送のドラマ『TOKYO MER〜走る緊急救命室〜』で、東京消防庁の即応対処部隊隊長役で出演している。
- ドラマ撮影に際し、TBS側が横浜市安全管理局（現、横浜市消防局）側の了承を得て撮影期間中に限るという条件で特別高度救助隊の車両にTBS側の美術スタッフによって大きくSR（Super Ranger）マークが入れられた[6]。

ドラマ放送後、SRマークは正式に採用され、現在は特別高度救助部隊の全車両に入っている。さらに横浜市の各消防署特別救助隊の救助工作車にも同じイメージのYR(Yokohama Ranger)マーク、水上消防救助部隊（水難救助隊）の水難救助車にもWR（Water Rescue）が入れられた。

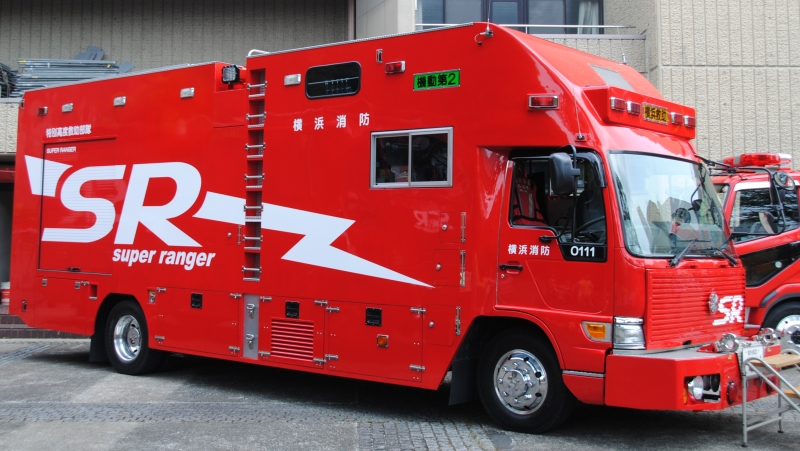
ドラマでメインで使われた 日野・レンジャー 機動第2救助工作車 （現在は更新済み）
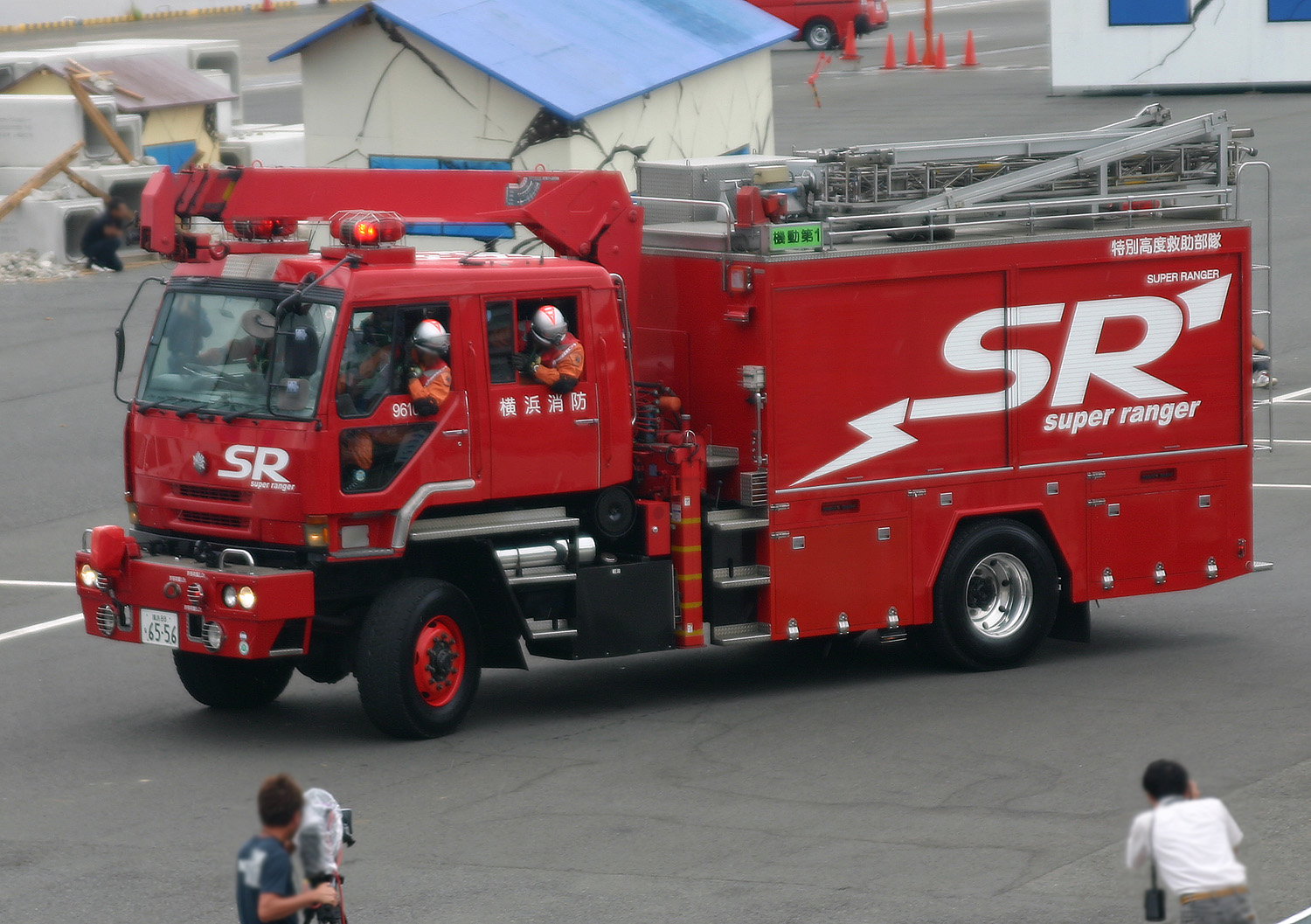
同じくドラマで使われた 三菱ふそう・ザ・グレート 機動第1救助工作車 （現在は更新済み）
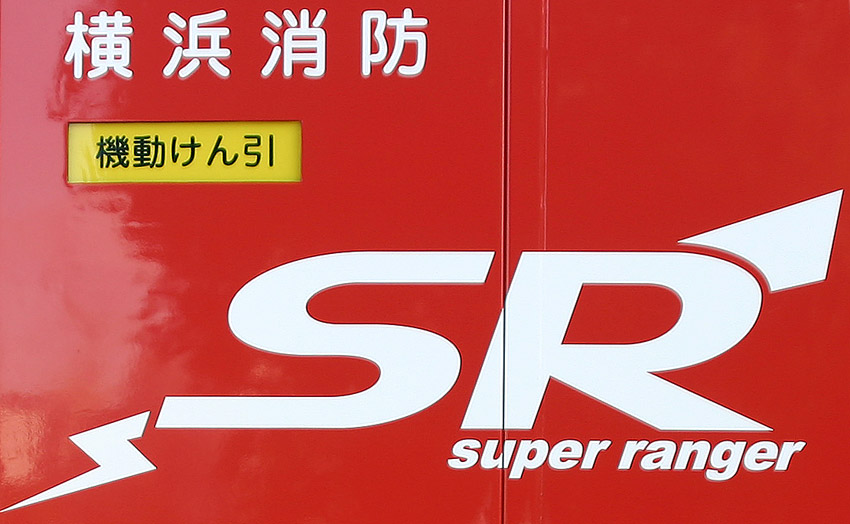
TBS側の美術スタッフによりペイントされたSR（Super Ranger）マーク